# 카이사르 (칭호)

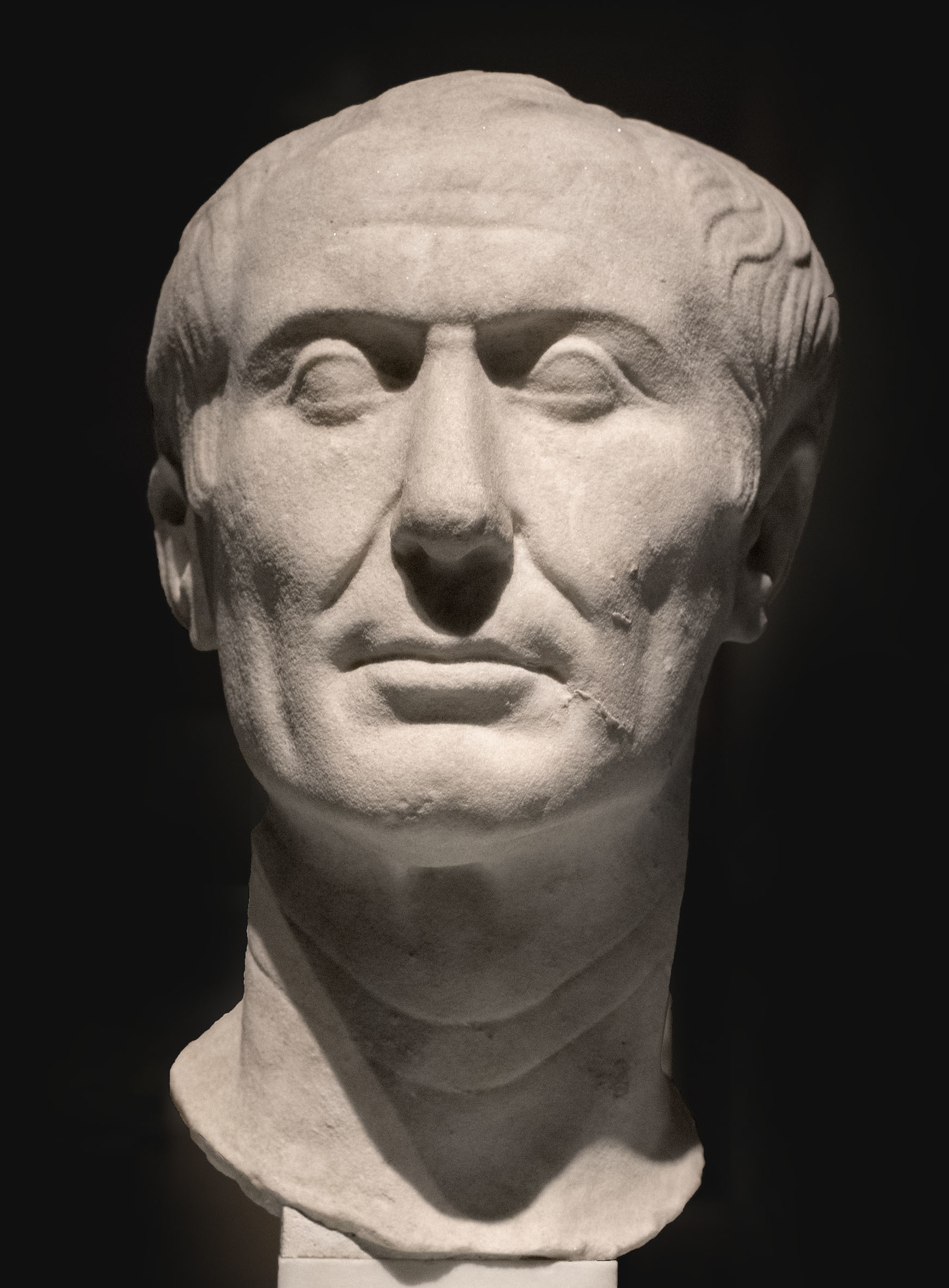

카이사르(라틴어: Caesar)는 로마 제국과 그 계승 국가에서 사용된 군주 호칭이다. 로마 공화정 말기의 종신 독재관 율리우스 카이사르는 내전의 승리를 통해 사실상의 단독 지배를 확립하고 제국의 기초를 닦았다. 이를 통해 원수정을 하였으며, 아우구스투스 또한 카이사르 가문의 양자가 되어 율리우스 카이사르에 후계자로 선정된 후 "카이사르"의 이름은 옥타비아누스의 이름이기도 했다.
제정을 확립한 아우구스투스는 자신의 후계자도 양자로 카이사르의 이름을 잇게하고 있으며, 율리우스-클라우디우스 왕조의 황제들은 모두 카이사르의 가족 이름을 가지고 있었다.

## 같이 보기
- 황제교황주의